# Plebejus betica
Plebejus betica är en fjärilsart som beskrevs av Betti 1970. Plebejus betica ingår i släktet Plebejus och familjen juvelvingar. Inga underarter finns listade i Catalogue of Life.